# Пийппо, Самули
Са́мули Пи́йппо (фин. Samuli Piippo; род. 1 января 1980, Финляндия) — финский стрелок из лука; член сборной Финляндии на летних Олимпийских играх 2016 года.
Представляет клуб Oulun Jousimiehet, а дебютными соревнованиями для него был Чемпионат мира по стрельбе из лука 2013 года.